# 西鉄バス大牟田
西鉄バス大牟田株式会社（にしてつバスおおむた）は、西日本鉄道（西鉄）の子会社の一つで、福岡県大牟田市を中心に路線バス・高速バスおよび貸切バスを運行するバス事業者である。現在の営業所は大牟田市内の本社に併設された1か所のみであるが、路線バスのエリアは大牟田市に隣接する熊本県荒尾市および同玉名郡南関町にも及ぶ。西日本鉄道が100%出資している。

## 沿革
- 1988年2月17日： 西鉄大牟田自動車営業所上内営業区（大牟田市）【当時○上表記】を分社化し、大牟田交通として設立。
- 1988年4月8日： バス営業開始。
- 1992年12月5日： 西鉄大牟田自動車営業所荒尾営業区の一般路線（荒尾市）を移管し、西鉄荒尾自動車営業所を新設。更に、本社施設を利用して西鉄上内自動車営業所を新設し、大牟田自動車営業所の一部路線を両営業所に移管する。
  - 以後、大牟田・荒尾営業所担当の路線を順次管理委託化（車両は西鉄が保有し、運転士は大牟田交通の社員とする）。
- 1994年10月1日： 本社を西鉄大牟田自動車営業所内へ移転（従来の本社の施設は廃止）。大牟田久留米線を引き継ぐ。高速バスは八女営業所（※荒尾営業区・荒尾現地出退勤（※当時））の担当となる。
- 2001年8月1日： 西鉄バス大牟田に社名変更。
- 2001年10月1日： 高速バスを除く大牟田・荒尾両営業所担当の路線および車両を西鉄から完全に移管（それまでは、西鉄バス大牟田の直営路線は大牟田 - 南関間と大牟田 - 三池港間のみで、ほかの路線については管理委託方式であった）。
- 2003年8月1日： 高速バスの管理委託を受ける。
- 2004年4月1日： 50番久留米 - 大牟田線（大牟田営業所 - 吉野入口 - 船小屋間）廃止。大牟田市と福岡県内他市町とを結ぶ一般バス路線がなくなる。
- 2009年7月1日： 荒尾支社を廃止、大牟田本社1拠点体制に移行（これにより、熊本ナンバーの西鉄バスが消滅）。
- 2009年8月30日： nimoca導入完了。
- 2010年2月1日： 高速バスが西鉄バス大牟田の直営路線に切り替わる[2]。
- 2021年7月31日：高速バス荒尾・大牟田 - 福岡空港線がこの日の運行を以って運行休止[3]。

## 営業所所在地と担当路線

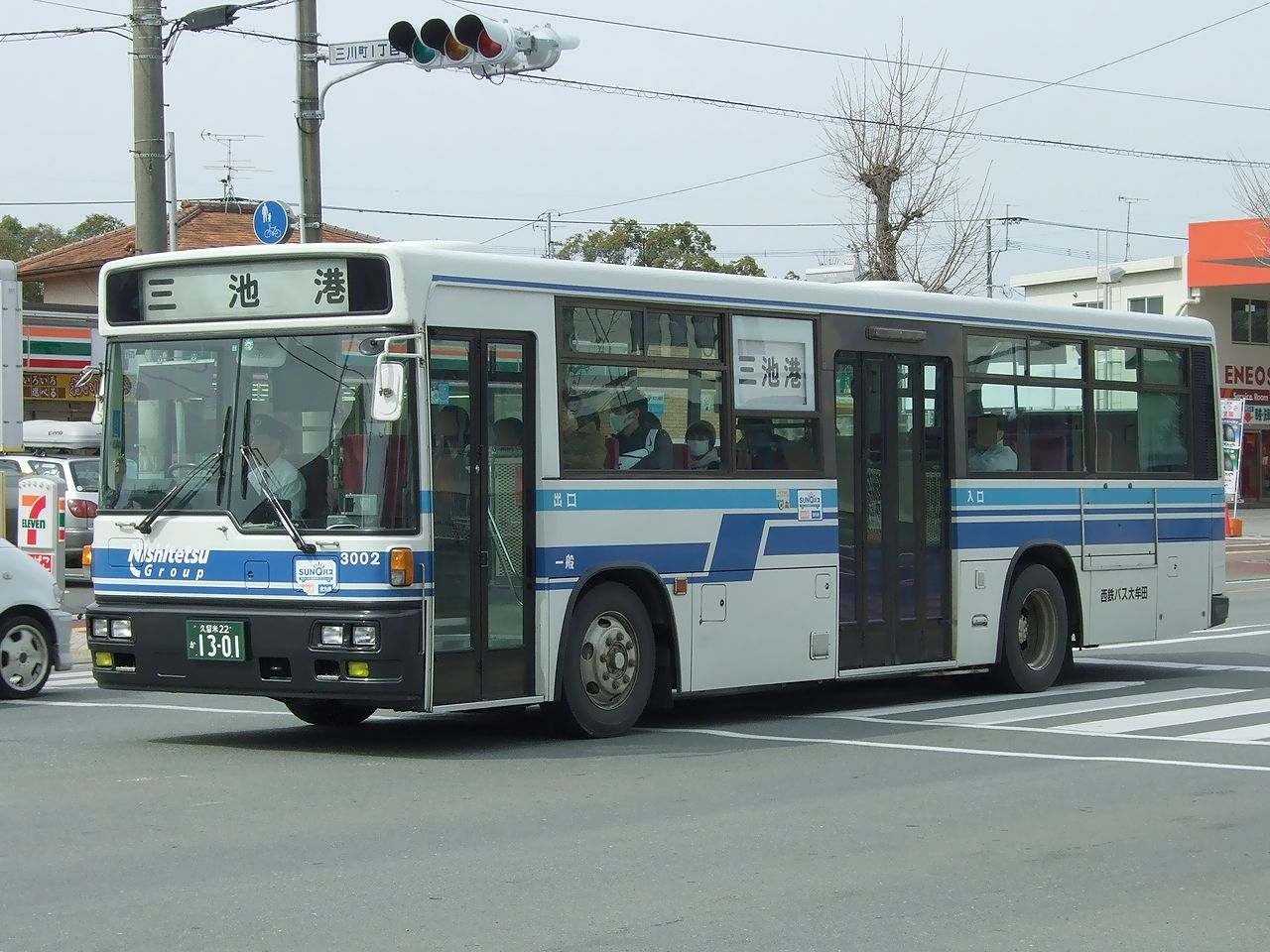
三池港行き。写真の車両は旧大牟田交通オリジナル塗装

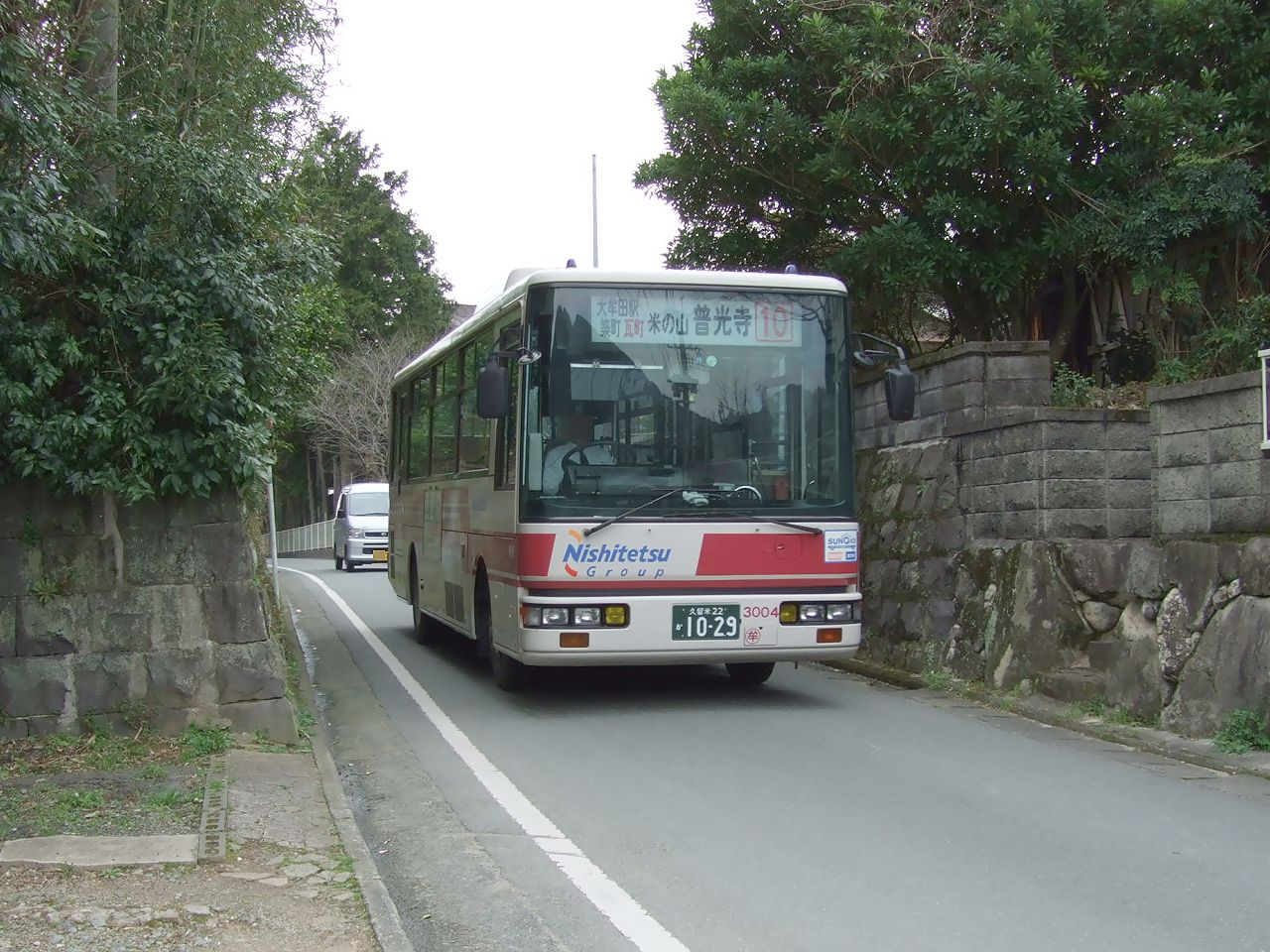
10番普光寺行き 米の山 - 乙宮間

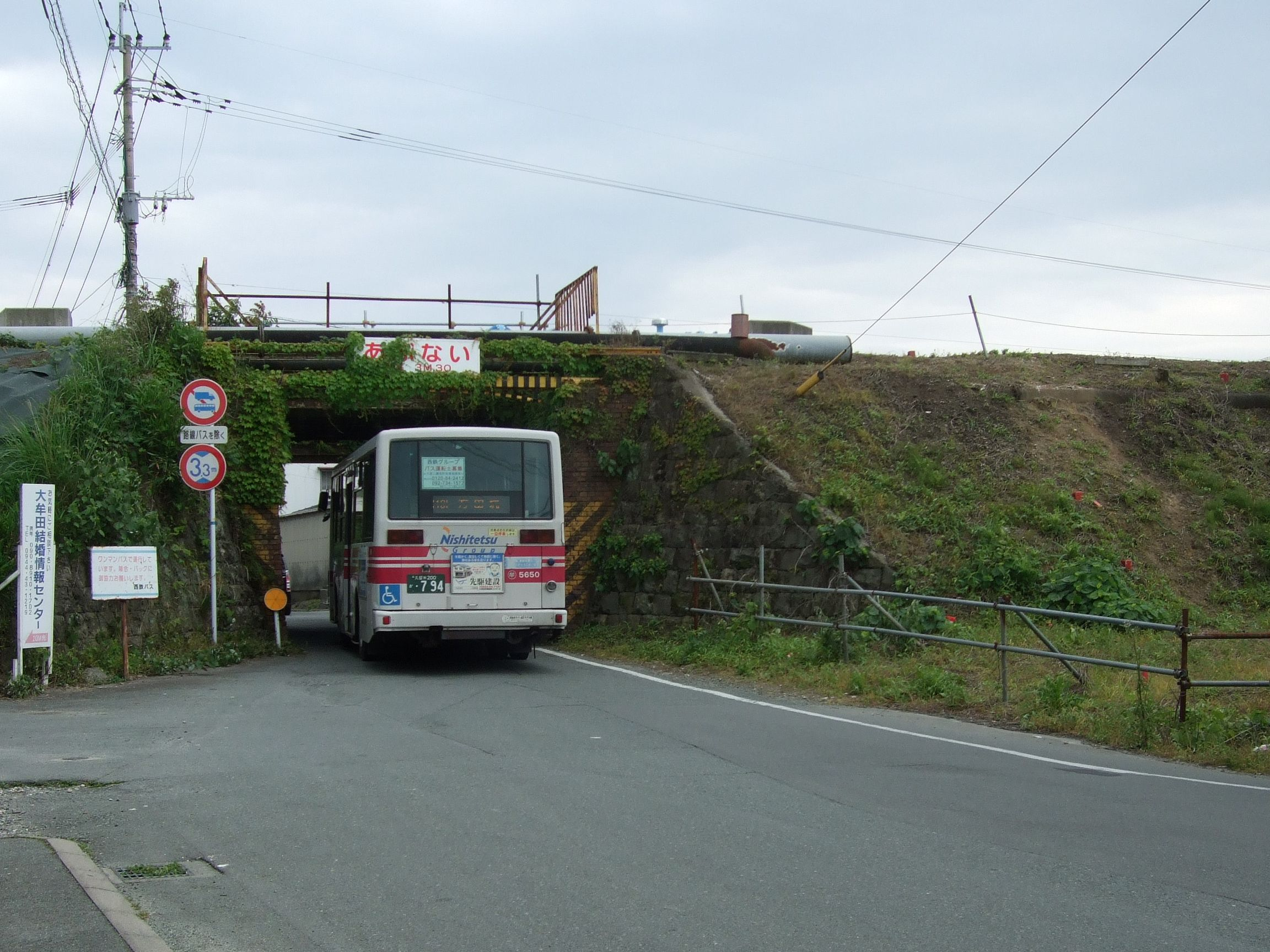
16番万田坑行き 沖田 - 神田間の三池鉄道廃線跡のガード下をくぐる

西鉄バス大牟田は支社をもたず、営業所も本社併設の大牟田営業所のみとなっている。車内案内では、大牟田営業所を指して白金（しらがね）営業所と呼ばれていた時期もあった。
- 所在地：福岡県大牟田市白金町63番地
- 営業所表記：○牟（実際は○の中に漢字1文字で表示する）

かつては大牟田営業所のほか上内支社・荒尾支社があった。

### 一般バス路線
2023年11月1日現在の路線（試験運行中の路線を除く）（太字は終点・始発停留所）
行先番号については、切り替え前を基準とする。

#### 大牟田市内線
- ■ 1
  - 西鉄大牟田営業所 - 大牟田駅前 - 通町 - 三池中町 - 久福木団地
    - 三池中町行は西鉄大牟田営業所発車後に行先番号が1→2に切り替わる。
- ■ 2
  - 荒尾駅前 - 四ツ山 - 天領小前 - 大牟田駅前 - 通町 - 三池中町 - 久福木団地
- ■ 4
  - 荒尾駅前 - 四ツ山 - 天領橋 - 西鉄大牟田営業所 - 大牟田駅前 - 通町 - 高泉団地 - 三池中町
  - 荒尾駅前 - 四ツ山 - 天領橋 - 西鉄大牟田営業所 - 大牟田駅前 - 通町 - 三池中町

#### 米の山・黒崎団地線
- ■ 10
  - 西鉄大牟田営業所 - 文化会館前 - 大牟田市立病院 - 大牟田駅前 - 八尻町 - 米の山 - 普光寺
    - 西鉄大牟田営業所行は八尻町発車後に行先番号が10→7に、大牟田駅前発車後に行先番号が7→1に切り替わる。

  - 西鉄大牟田営業所 - 大牟田駅前 - 八尻町 - 米の山 - 普光寺
    - 西鉄大牟田営業所行は八尻町発車後に行先番号が10→1に切り替わる。

  - 大牟田駅前 - 八尻町 - 米の山 - 普光寺
- ■ 18
  - 西鉄大牟田営業所 - 文化会館前 - 大牟田市立病院 - 大牟田駅前 - 新栄町 - 手鎌 - 黒崎団地前
    - 西鉄大牟田営業所行は新栄町南通り発車後に行先番号が18→7に、大牟田駅前発車後に行先番号が7→1に切り替わる。

  - 西鉄大牟田営業所 - 大牟田駅前 - 新栄町 - 手鎌 - 黒崎団地前
    - 西鉄大牟田営業所行は新栄町南通り発車後に行先番号が18→1に切り替わる。

  - 大牟田駅前 - 新栄町 - 手鎌 - 黒崎団地前

#### 上官（大牟田）線
- ■ 15
  - ゆめタウン大牟田 - 大牟田駅前 - 笹林町 - 有明高専前
    - ゆめタウン大牟田行は笹林町発車後に行先番号が15→6に切り替わる。

  - 大牟田駅前 - 笹林町 - 有明高専前
- ■ 16
  - ゆめタウン大牟田 - 大牟田駅前 - 笹林町 - 一部橋 - 倉掛 - 万田坑
    - ゆめタウン大牟田行は笹林町発車後に行先番号が15→6に切り替わる。
    - 2015年に世界遺産に登録された三池炭鉱・三池港関連のひとつである万田坑への足として、翌2016年4月1日より、土・日・祝日のみ一部便が倉掛・万田坑間で延長運転を開始。

  - 大牟田駅前 - 笹林 - 一部橋 - 倉掛
- ■ 25
  - 西鉄大牟田営業所 - 文化会館前 - 大牟田市立病院 - 大牟田駅前 - 上町 - 勝立 - 庄山
    - 西鉄大牟田営業所行は上町発車後に行先番号が25→7に、大牟田駅前発車後に行先番号が7→1に切り替わる。
    - 地域間幹線系統として、国・県・沿線自治体の補助を受けて運行している[4]。
    - 2018年1月1日より、庄山 - 南関間が廃止され、西鉄大牟田営業所 - 庄山間の運行に変更された。
- ■ 25-1[5]
  - 西鉄大牟田営業所 - 延命公園・動物園前 - 大牟田市立病院 - 大牟田駅前 - 上町 - 勝立 - 庄山
    - 2019年3月23日より新設された系統。土・日祝日のみの運行。
    - 西鉄大牟田営業所行は上町発車後に行先番号が25-1→7-1に、大牟田市立病院発車後に行先番号が7-1→1に切り替わる。
    - 庄山行は西鉄大牟田営業所発車後に行先番号が25-1→25に切り替わる。
    - 地域間幹線系統として、国・県・沿線自治体の補助を受けて運行している[4]。

#### 吉野線
- ■ 55
  - 西鉄大牟田営業所 - 文化会館前 - 大牟田市立病院 - 大牟田駅前 - 通町 - 長溝町 - 田隈 - 吉野 - 新大牟田駅前 - 大牟田テクノパーク前 - 南関町役場
    - 西鉄大牟田営業所行は長溝町発車後に行先番号が55→7に、大牟田駅前発車後に行先番号が7→1に切り替わる。
    - 地域間幹線系統として、国・県・沿線自治体の補助を受けて運行している[4]。
    - 九州新幹線全線開業に伴い、2011年より新大牟田駅を経由するようになった。
    - 2022年10月1日より南関バス停から路線を延伸し、南関町役場まで運行するようになった。
- ■ 55-1[5]
  - 西鉄大牟田営業所 - 延命公園・動物園前 - 大牟田市立病院 - 大牟田駅前 - 通町 - 長溝町 - 田隈 - 吉野 - 新大牟田駅前 - 大牟田テクノパーク前 - 南関町役場
    - 2019年3月23日より新設された系統。
    - 西鉄大牟田営業所行は長溝町発車後に行先番号が55-1→7-1に、大牟田市立病院発車後に行先番号が7-1→1に切り替わる。
    - 南関町役場行は西鉄大牟田営業所発車後に行先番号が55-1→55に切り替わる。
    - 地域間幹線系統として、国・県・沿線自治体の補助を受けて運行している[4]。
    - 2022年10月1日より南関バス停から路線を延伸し、南関町役場まで運行するようになった。
- ■ 57 （吉野循環）
  - 大牟田市立病院→大牟田駅前→日の出町→草木→白銀橋→橘交差点→大牟田病院前→白銀橋→草木→日の出町→大牟田駅前→西鉄大牟田営業所
    - 日の出町発車後に行先番号が57→1に切り替わる。

  - 大牟田市立病院→大牟田駅前→日の出町→草木→白銀橋→橘交差点→大牟田病院前→白銀橋→草木→日の出町→大牟田駅前→大牟田市立病院
    - 日の出町発車後に行先番号が57→7に切り替わる。

  - 西鉄大牟田営業所→大牟田駅前→日の出町→草木→白銀橋→橘交差点→大牟田病院前→白銀橋→草木→日の出町→大牟田駅前→大牟田市立病院
    - 日の出町発車後に行先番号が57→7に切り替わる。
- ■ 57-2 （吉野循環）
  - 西鉄大牟田営業所→大牟田駅前→日の出町→草木→白銀橋→橘交差点→新大牟田駅前→橘交差点（高速）→大牟田病院前→白銀橋→草木→日の出町→大牟田駅前→西鉄大牟田営業所
    - 2023年11月1日のダイヤ改正で新設された系統。
    - 橘交差点（高速）発車後に行先番号が57-2→57に、日の出町発車後に行先番号が57→1に切り替わる。

#### グリーンランド線
- ■ 3
  - 大牟田駅前 - 大牟田警察署前 - 右京町 - 船津町 - 大谷 - グリーンランド正門前 - ホテルヴェルデ前
    - 西鉄上内車庫 - 大牟田駅前 - 有明プラザ前 - 原万田 - 西鉄荒尾営業所の系統が廃止されたことに伴い、それまで上記停留所のみ停車で快速運転していた大牟田駅前・有明プラザ前間において各停となった。

#### イオンモール大牟田線
- ■ 8
  - 大牟田駅西口 - 労働基準監督署前 - イオンモール大牟田→イオンモール大牟田南
    - 基本的に大型車が使用される。
    - 午前7～8時台のみ、大牟田駅西口発がイオンモール大牟田南まで延長運転される。ただし、イオンモール大牟田より乗車してイオンモール大牟田南へ向かうことはできない。

#### 帝京大学線
- ■ 直行9
  - 大牟田駅西口 - 帝京大学福岡キャンパス
    - 2014年4月1日に新規開設した路線。平日のみ運行。

### 臨時バス路線

#### PayPayドーム臨時[6]
- 繩手 - JR久留米 - 市役所前 - 六ツ門 - 西鉄久留米 - 文化センター前 - 十三部 - 千本杉 - 久留米インター南 - 宮の陣 - 高速基山 - 筑紫野 - PayPayドーム
  - 西鉄バス久留米との共同運行。
  - プロ野球公式戦や大規模コンサートがPayPayドームで開催される場合に運行される。
  - PayPayドーム行きは、PayPayドームまでのすべての停留所が乗車のみ扱い。
  - 久留米方面行きは、PayPayドームのみ乗車可能。

#### マリンメッセ臨時[7]
- 博多駅バスターミナル - 国際会議場・サンパレス前 - マリンメッセ福岡

## 運行休止中の路線

### 高速バス路線

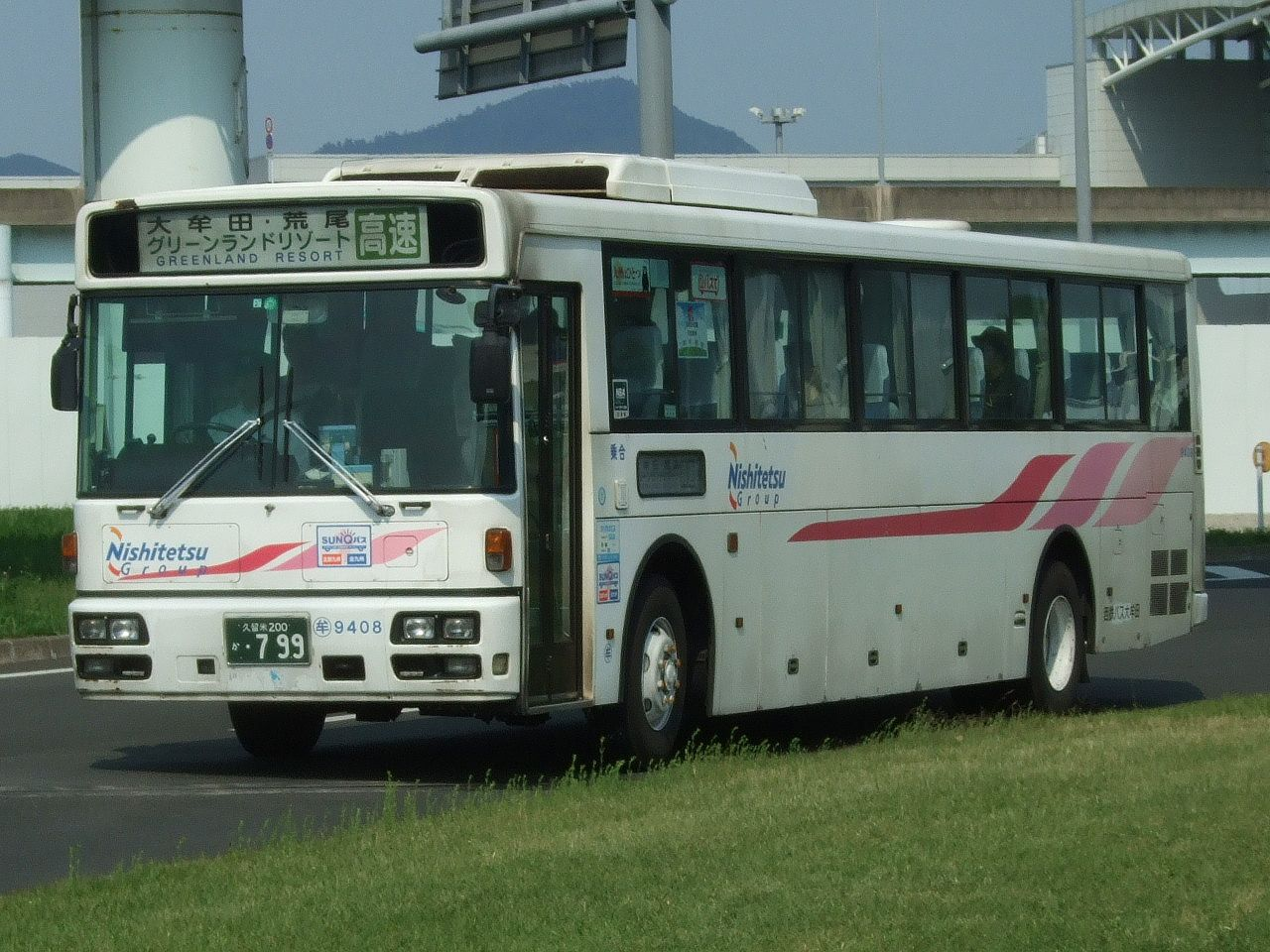
荒尾 - 福岡空港線

#### 荒尾・大牟田 - 福岡空港線
標準床の4列シート車が使用されている。
- ホテルヴェルデ前 - 市営バスセンター（あらおシティモール） - 市屋 - 荒尾駅 - 四ツ山 - 西鉄大牟田営業所 - 大牟田駅前 - 東新町 - 長溝町 - 田隈 - 橘交差点 - 新大牟田駅前 - 大牟田テクノパーク前 - 北開 - 高速山川 - 高速瀬高 - 八女インターチェンジ - 高速広川 - 高速宮の陣 - 高速基山 - 筑紫野（二日市温泉入口） - 福岡空港
  - 荒尾方の九州自動車道への出入りは南関ICより行う。
  - 福岡空港行きは、筑紫野→福岡空港国内線ターミナル北→福岡空港国際線の順、福岡空港発は、福岡空港国内線ターミナル北→福岡空港国際線→筑紫野の順に停車。また、荒尾・大牟田発の一部便は福岡空港国内線ターミナル北止まり。
  - ホテルヴェルデ前 - 荒尾駅 - 北開間は、福岡空港行は乗車のみ、福岡空港発は降車のみの扱い（ただし、新大牟田駅前は福岡空港発・福岡空港行いずれも乗降可能）。
  - 福岡空港国内線ターミナル北・福岡空港国際線は、荒尾行きが乗車のみ、荒尾発が降車のみの扱い。
  - 荒尾駅 - ホテルヴェルデ間は1日3往復のみ運行。この区間は2003年7月19日に1年間の試験運行として延長され、17往復中12往復がホテルヴェルデ発着となったが[8]、試行期間終了後の2004年7月1日に3往復に減便して運行を継続している[9]。
  - 2013年10月1日より、新大牟田駅前への乗り入れを開始[10]。
  - 2014年12月1日より、荒尾駅への乗り入れ開始。以前は旧西鉄荒尾営業所前の荒尾バス停から発着していた。
  - 2021年7月31日をもって運行休止。

### 一般バス路線

#### 大牟田市内線
- ■ 直行5
  - 大牟田駅西口 - 三池港
    - 三池港と島原港を結ぶやまさ海運（三池島原ライン）（高速船）のダイヤに合わせて運行されていた。
    - 高速船の運航休止に伴い、2025年7月1日より運行休止。

## 過去にあった路線
太字は発着便のあった停留所
括弧（）は経由しない便のあった停留所

### 大牟田営業所
- 2
  - 荒尾 - 荒尾駅前 - 四ツ山 - 川尻校前病院口 - 大牟田駅前 - 通町 - 三池中町
  - 荒尾駅前 - 四ツ山 - 川尻校前病院口 - 大牟田駅前
  - 三池中町→高泉団地→通町→大牟田駅前→天領小前→四ツ山→荒尾駅前
- 4
  - 荒尾 - 荒尾駅前 - 四ツ山 - 天領橋 - 西鉄大牟田営業所 - 大牟田駅前 - 通町 - 高泉団地 - 三池中町
  - 荒尾駅前 - 四ツ山 - 天領橋 - 西鉄大牟田営業所 - 大牟田駅前
  - 荒尾駅前 - 四ツ山 - 天領橋 - 西鉄大牟田営業所 - 大牟田駅前 - ゆめタウン大牟田
  - 三池中町→高泉団地→通町→大牟田駅前→大牟田市立病院→文化会館前→西鉄大牟田営業所→天領橋→四ツ山→荒尾駅前
  - 西鉄大牟田営業所→大牟田駅前→通町→高泉団地→三池中町
- 7
  - 大牟田市立病院 - 大牟田駅前 - 通町 - 高泉団地 - 三池中町
- 10
  - 米の山 - 大牟田駅前 - 笹林 - 勝立 - 東谷団地
- 15
  - 西鉄大牟田営業所 - 小浜 - 新栄町 - 大牟田駅前 - 笹林 - （野添） - 有明高専
- 16
  - 新栄町 - 大牟田駅前 - 笹林 - 三川町5丁目
  - 大牟田駅前 - 上町 - 駛馬南校 - 倉掛
  - 大牟田駅前 - 上町 - 駛馬南校 - 三川町5丁目
- 18
  - 倉掛→笹林→大牟田駅前→新栄町→黒崎団地
  - 西鉄大牟田営業所 - 大牟田駅前 - 新栄町 - 北手鎌 - 黒崎団地
- 19
  - 黒崎団地→新栄町→大牟田駅前→笹林→倉掛
- 20
  - 西鉄大牟田営業所 - 大牟田駅西口 - 新栄町 - 大牟田駅前 - 笹林 - 東谷団地
- 21
  - 西鉄大牟田営業所 - 大牟田駅前 - 上町 - 勝立 - 南関
  - ゆめタウン大牟田 - 大牟田駅前 - 笹林 - 勝立 - 新勝立四丁目
  - 大牟田駅前 - 笹林 - 勝立 - 新勝立四丁目
- 22
  - 西鉄大牟田営業所 - 大牟田駅前 - 上町 - 勝立団地前 - 帝京短大前
  - 西鉄大牟田営業所 - 大牟田駅前 - 上町 - 勝立 - 教楽来 - 宮尾 - 坂下 - 江田 - 東郷農協前 - 西鉄山鹿
- 25
  - 西鉄大牟田営業所 - （大牟田市立病院） - 大牟田駅前 - 上町 - 勝立 - 庄山 - 南関
  - 西鉄大牟田営業所 - 大牟田駅前 - 上町 - 勝立 - 庄山
- 50
  - 西鉄大牟田営業所 - 大牟田駅前 - 瀬高 - 船小屋 - 羽犬塚 - 高良台 - 西鉄久留米 - JR久留米駅
    - 快速ダイヤもあった

  - 西鉄大牟田営業所 - 大牟田駅前 - 瀬高 - 船小屋 - 羽犬塚 - 高良台 - 西鉄久留米 - 信愛女学院前
- 55
  - 西鉄大牟田営業所 - 市立総合病院 - 大牟田駅前 - 通町 - 田隈 - 吉野 - 上内宮前
    - 上内宮前到着後、車両は旧上内車庫まで回送で運行していた。

  - 西鉄大牟田営業所 - （市立総合病院） - 大牟田駅前 - 通町 - 田隈 - 吉野 - 大牟田テクノパーク前
  - 西鉄大牟田営業所 - 大牟田駅前 - 通町 - 田隈 - 吉野 - 新大牟田駅前 - 南関
- 57
  - 西鉄大牟田営業所→大牟田駅前→日の出町→草木→白銀橋→橘交差点→大牟田病院前→白銀橋→草木→日の出町→大牟田駅前→西鉄大牟田営業所
    - 日の出町発車後に行先番号が57→1に切り替わっていた。
- 59
  - 西鉄大牟田営業所→大牟田駅前→草木→白銀橋→国立病院前→橘交差点→白銀橋→草木→大牟田駅前→西鉄大牟田営業所
  - 市立総合病院→大牟田駅前→草木→白銀橋→国立病院前→橘交差点→白銀橋→草木→大牟田駅前→西鉄大牟田営業所
  - 市立総合病院→大牟田駅前→草木→白銀橋→国立病院前→橘交差点→白銀橋→草木→大牟田駅前→市立総合病院
  - 西鉄大牟田営業所→大牟田駅前→草木→白銀橋→国立病院前→橘交差点→白銀橋→草木→大牟田駅前→市立総合病院
- 無番
  - 西鉄大牟田営業所 - 小浜町 - 新栄町 - ゆめタウン大牟田
  - イオンモール大牟田 - 駅西口 - 本町 - 大牟田駅前 - 市立総合病院
- 快速（シャトルバス）
  - 大牟田駅前 - 東新町 - 長溝町 - 田隈 - 橘交差点 - 新大牟田駅前
    - 2023年5月1日から10月31日までの期間限定運行。既存の吉野線各系統のダイヤは変更せず新たに設定されていた[11]。
    - 上記停留所のみに停車していた。

#### 高速バス
- 西鉄大牟田営業所 - 大牟田駅前 - 東新町 - 西鉄柳川 - みやま市役所入口 - 高速瀬高 - 八女インターチェンジ - 高速広川 - 高速宮の陣 - 高速基山 - 筑紫野（二日市温泉入口） - 福岡空港・博多バスターミナル
  - 2019年3月23日より新設された経路[5]。また、同年12月1日より博多バスターミナルへの乗り入れを開始[12]。2020年9月30日路線休止。
  - 西鉄大牟田営業所発は、筑紫野→福岡空港国内線ターミナル北→博多バスターミナルの順、西鉄大牟田営業所行は、福岡空港国内線ターミナル北→博多バスターミナル→福岡空港国際線→筑紫野の順に停車。福岡空港国際線は大牟田行のみ停車していた。
  - 有明海沿岸道路健老IC - 徳益IC間を経由していた。また、大牟田方の九州自動車道への出入りはみやま柳川ICより行っていた。
  - 西鉄大牟田営業所 - 西鉄柳川間は、博多バスターミナル行が乗車のみ、福岡空港発が降車のみの扱い。
  - 福岡空港国内線ターミナル北・博多バスターミナル・福岡空港国際線は、西鉄大牟田営業所行が乗車のみ、西鉄大牟田営業所発が降車のみの扱い。

### 荒尾営業所
- 1

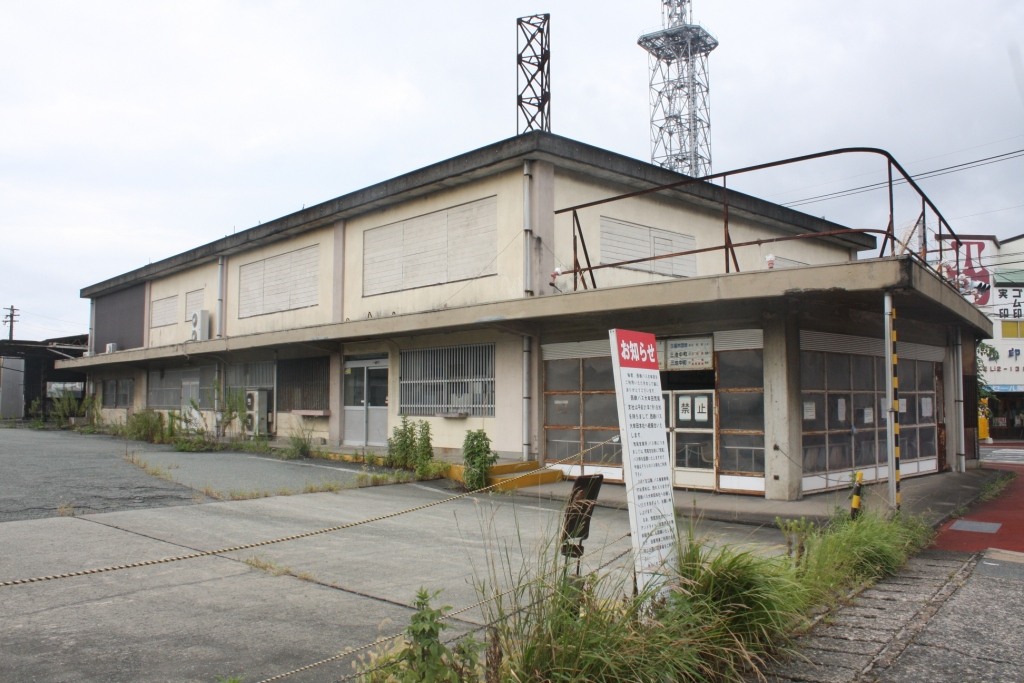
荒尾支社
※廃止後の2012年に撮影したもので現在は解体撤去され跡地にドラッグストアが建てられた

  - 西鉄荒尾営業所/四ツ山下区 - 諏訪橋 - 白金町 - 西鉄大牟田営業所 - 大牟田駅前 - 通町 - 高泉団地
  - 西鉄荒尾営業所/四ツ山下区 - 諏訪橋 - 白金町 - 西鉄大牟田営業所 - 大牟田駅前 - 通町 - 神田脇 - 三池中町 - 西鉄上内営業所
- 2
  - 西鉄荒尾営業所/四ツ山下区 - 川尻校前 - 大牟田駅前 - 通町 - 高泉団地
  - 西鉄荒尾営業所/四ツ山下区 - 川尻校前 - 大牟田駅前 - 通町 - 三池中町 - 西鉄上内営業所
- 3
  - 西鉄荒尾営業所 - 下屋敷町 - 西鉄大牟田営業所 - 大牟田駅前 - 通町 - 高泉団地
  - 西鉄荒尾営業所 - 下屋敷町 - 西鉄大牟田営業所 - 大牟田駅前 - 通町 - 三池中町 - 西鉄上内営業所
- 4
  - 西鉄荒尾営業所 - 天領橋 - 白金町 - 西鉄大牟田営業所 - 大牟田駅前 - 通町 - 神田脇
- 5
  - 西鉄荒尾営業所 - 原万田 - 船津町 - （動物園前） - 大牟田駅前 - 通町 - 高泉団地
  - 西鉄荒尾営業所 - 原万田 - 船津町 - （動物園前） - 大牟田駅前 - 通町 - 神田脇 - 三池中町 - 西鉄上内営業所
    - 西鉄上内営業所出入庫分は西鉄上内営業所が担当した。
- 10
  - 西鉄荒尾営業所/四ツ山下区 - 諏訪橋 - 白金町 - 西鉄大牟田営業所 - 大牟田駅前 - 東新町 - 米の山
- 11
  - 西鉄荒尾営業所 - 白金町 - 駅西口 - 新栄町 - 東新町 - 米の山
- 12
  - 西鉄荒尾営業所 - 新港町 - 白金町 - 駅西口 - 新栄町 - 東新町 - 米の山

#### 高速バス
- 名古屋 - 大牟田・荒尾（玄海号）
- 大阪 - 大牟田・荒尾（ちくご号）
  - いずれも経由地変更を実施。

### 上内営業所
- 13
  - 西鉄大牟田営業所 - 大牟田駅前 - 草木 - 大牟田高校前 - 三池中町 - 久福木 - 西鉄上内営業所 - 南関
  - 西鉄上内営業所では乗務員が交替していた。
  - 三池中町 - 三池上町間については、誘導員が乗車していた。
- 15
  - 西鉄大牟田営業所 - 小浜 - 新栄町 - 大牟田駅前 - 笹林 - 野添 - 有明高専
- 17
  - 西鉄大牟田営業所 - 大牟田駅前 - 大浦工場前 - 田隈 - 西鉄上内営業所
- 26
  - 港工場 - 西鉄大牟田営業所 - 大牟田駅前 - 通町 - 田隈 - 西鉄上内営業所 - 南関
  - 西鉄上内営業所 - 南関間については、運転系統を13番から移行される形で延伸された。また、ルートもバイパス経由に変更された。
  - 大牟田交通が設立された当時からの路線。
- 30
  - 西鉄上内営業所 - 橘交差点 - 草木 - 大牟田駅前 - 三池港
  - 高速バス用車両での運用だった。
- 53
  - 西鉄大牟田営業所→大牟田駅前→白銀橋→池田橋→北吉野→国立病院→白銀橋→大牟田駅前→西鉄大牟田営業所
  - 西鉄大牟田営業所→大牟田駅前→白銀橋→池田橋→北吉野→怒縄田→高田→西鉄上内営業所
  - 西鉄上内営業所→高田→怒縄田→北吉野→国立病院→白銀橋→大牟田駅前→西鉄大牟田営業所
- 55
  - 西鉄大牟田営業所→大牟田駅前→白銀橋→国立病院→北吉野→池田橋→白銀橋→大牟田駅前→西鉄大牟田営業所
  - 西鉄大牟田営業所→大牟田駅前→白銀橋→国立病院→北吉野→怒縄田→高田→西鉄上内営業所
  - 西鉄上内営業所→高田→怒縄田→北吉野→池田橋→白銀橋→大牟田駅前→西鉄大牟田営業所
    - 西鉄上内営業所へ出入庫するダイヤは北吉野 - 怒縄田 - 高田 - 西鉄上内営業所で運行されていた。

## 主なターミナル・停留所

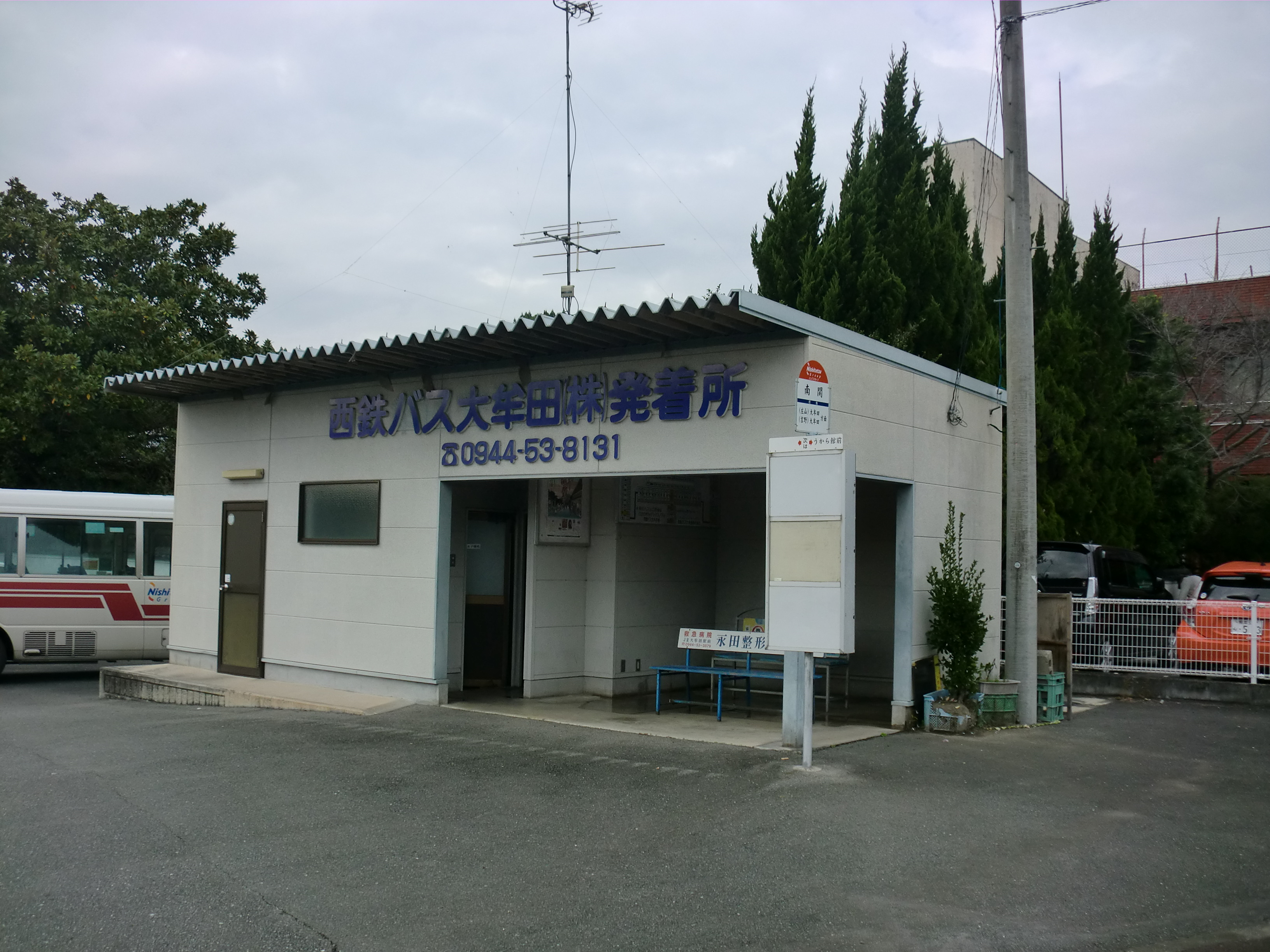
南関発着所

- 大牟田駅前（大牟田市） - 鹿児島本線・西鉄天神大牟田線大牟田駅東口周辺。直行5・8・直行9番及び18番のうち新栄町を発着する便を除くすべての系統が経由または発着する。1番の西鉄大牟田営業所方面、2・4番の荒尾駅前方面、及び7・7-1番の停留所は国道208号上の大牟田商工会館（大牟田商工会議所）前にあり、大牟田駅との行き来には国道208号を横断する必要がある。それ以外の系統は、駅東口ロータリー内の大牟田観光プラザ前にある停留所より乗車する。大牟田駅東口には大牟田バス発着所定期券販売所があり、西鉄電車・バス関連の定期券などの購入が可能である。
- 大牟田駅西口（大牟田市） - 大牟田駅西口ロータリー内。直行5・8・直行9番が発着する。
- ゆめタウン大牟田（大牟田市） - 15・16番が出発し、6番が到着する。1・2・4・7・7-1・10・55・57・57-2番が経由する国道208号沿いの東新町バス停とは同一停留所扱いで、乗継割引の対象となっている。
- 新栄町（大牟田市） - 西鉄天神大牟田線新栄町駅前。18番が経由または発着する。
- 三池中町（大牟田市） - 1番（久福木団地方面）が経由、2番が経由または発着、4番が発着する。当停留所止のバスは隣接する待機所へバックで進入していたため、整理員が県道に出て交通整理にあたっていたが、2013年10月1日より当バス停の三池上町寄りの折返し場で折り返すようになり、待機所は廃止された。
- 新大牟田駅前（大牟田市） - 新大牟田駅西口ロータリー内。55・55-1・57-2番が経由する。
- 荒尾駅前（荒尾市） - 鹿児島本線荒尾駅ロータリー内。2・4番が発着する。
- 南関（南関町） - 南関町中心部。55・55-1番が経由する。産交バスの南関ターミナルとは別の場所にあり、約200m離れている。

## 車両
一般路線車は中型車は日産ディーゼル、いすゞの中型車（西工B型マスク、一部スロープ付きバス）が配置され、また、大型車は日産ディーゼルの大型車（全車西工B型車体）が配置されている。
以前は日野の大型車だけでなくいすゞの大型車（全車西工B型車体）も多く存在していたが、福岡・久留米地区の営業所から来た車両と入れ替わりに他営業所へ転属、または廃車となった。また、最後となった日野のツーステップ車は2020年春に離脱した。
高速バス路線である荒尾・大牟田 - 福岡空港線には西工S型ボディの日野セレガが使用されていたが、2010年の新車導入を皮切りに、転属車両を含め西工B型ボディの日産ディーゼルスペースランナーが主力となった。2019年より西鉄バス久留米・京町支社からいすゞ・ガーラ、日野セレガが転入し、大牟田本社としては初の純正車体高速車が配置された。なお、2020年9月30日をもって柳川系統が休止されたことに伴い、いすゞ・ガーラが北九州高速自動車営業所へ転属、さらに新型コロナウイルス感染拡大の影響に伴う利用者数の減少により荒尾・大牟田 - 福岡空港線が2021年7月31日をもって休止されたことに伴い、日産ディーゼルスペースランナー6113が西鉄バス筑豊・直方支社に、残りの日産ディーゼルスペースランナー・日野セレガが西鉄バス北九州・行橋自動車営業所へ転属となった。なお、2023年現在大牟田発着の高速バス路線はないが、予備車両として西日本鉄道佐賀第二自動車営業所より日産ディーゼルスペースランナーRA(B高)が転入して来ており、久留米 - 福岡PayPayドーム間を結ぶ臨時高速便に使用されている。
行先表示は現在、全車LEDが使用されている。新塗装の車両が5台配置されている。
貸切車は日野セレガR・現行型セレガHD(日野車体)・日産ディーゼル(西工C型)が配置されている。

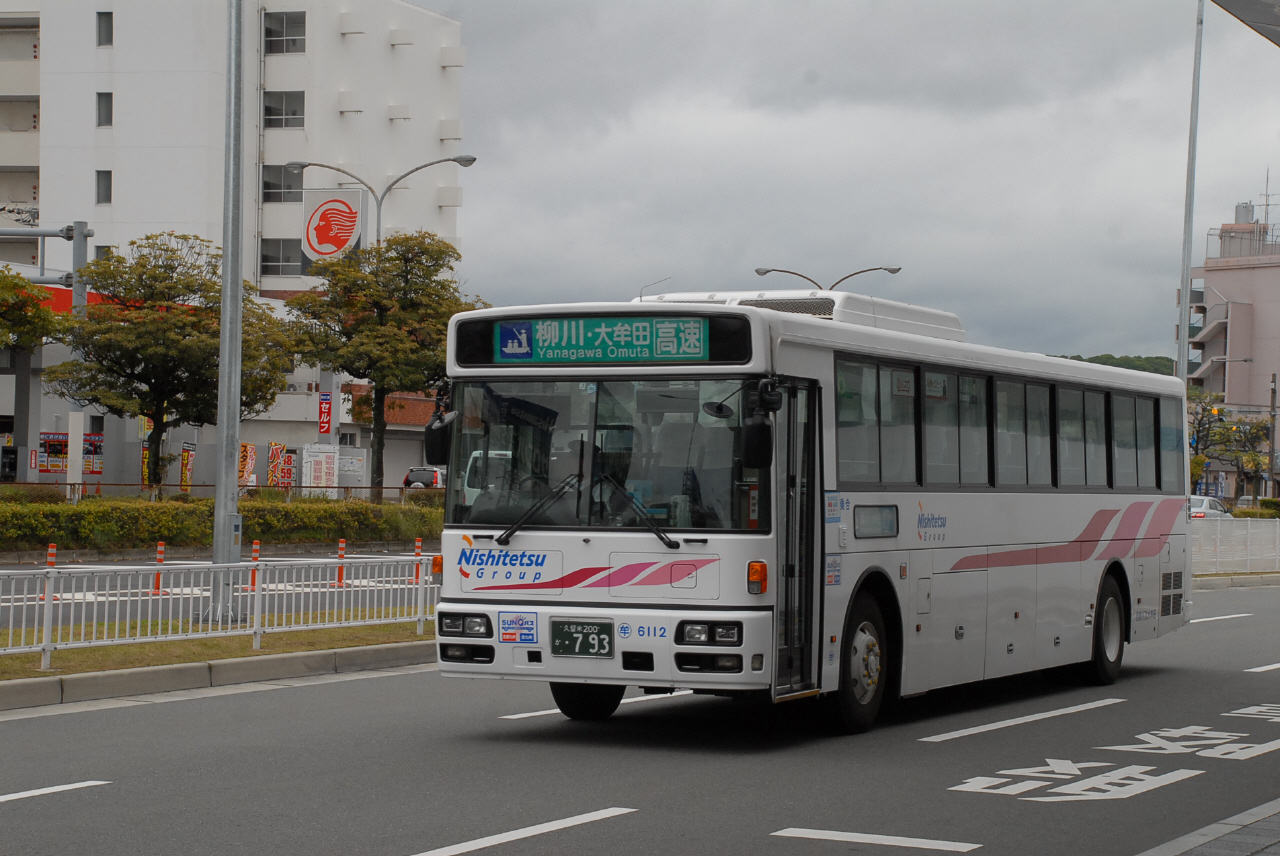
高速車
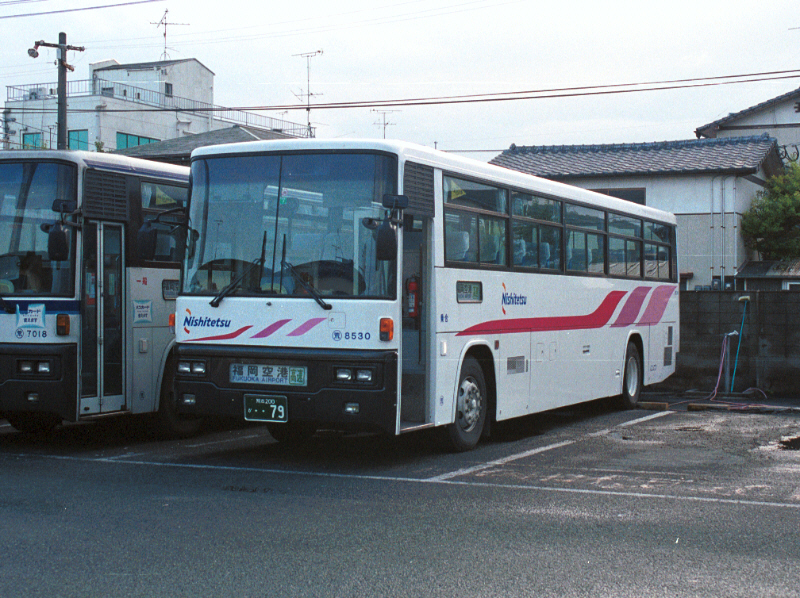
過去の車両
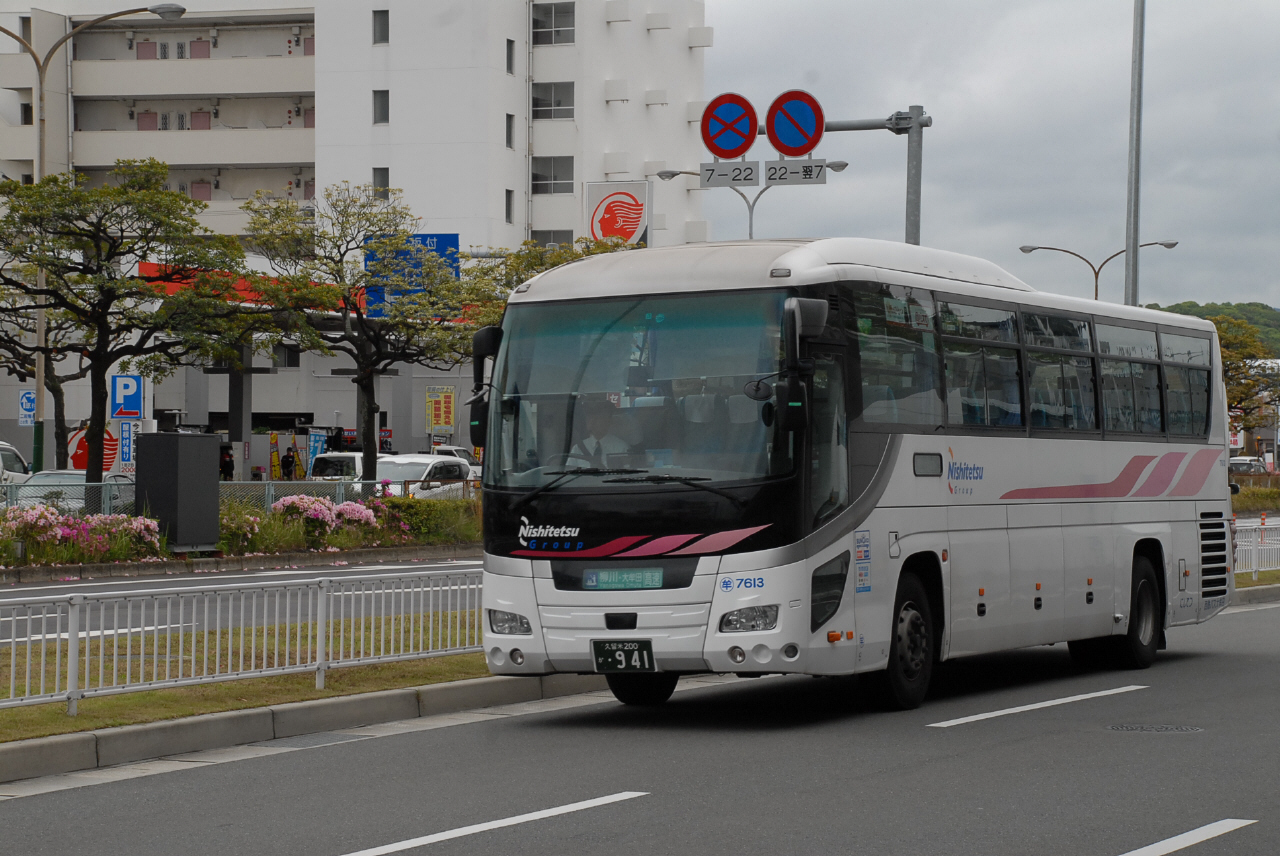
高速車

## 使用機器
- 運賃表示器、カードリーダー、運賃箱はレシップ製を使用。
- 2018年4月現在、運賃表示器は、液晶式のものへの移行が進んでいる。